# Mistrzostwa Świata w Piłce Ręcznej Mężczyzn 2005
Mistrzostwa Świata w Piłce Ręcznej Mężczyzn 2005 – dziewiętnaste mistrzostwa świata w piłce ręcznej mężczyzn, oficjalny międzynarodowy turniej piłki ręcznej organizowany przez IHF. Odbył się w dniach 23 stycznia – 6 lutego 2005 roku w Tunezji. W zawodach wystąpiły dwadzieścia cztery zespoły, automatycznie do mistrzostw zakwalifikowała się reprezentacja Chorwacji jako mistrz świata z 2003 oraz reprezentacja Tunezji jako organizator zawodów. O pozostałe miejsca odbywały się kontynentalne eliminacje. 
Ramowe daty rozegrania mistrzostw zostały opublikowane w listopadzie 2001 roku, jednocześnie ogłoszono, że przyjmowanie zgłoszeń krajów chętnych do organizacji zawodów będą przyjmowane do końca tego roku. Aplikację złożyły Rosja, Niemcy, Norwegia i Tunezja, do których dołączyła następnie Rumunia, zaś prawa do organizacji mistrzostw zostały przyznane Tunezji podczas Kongresu IHF w listopadzie 2002 roku.
Złote medale zdobyli Hiszpanie w finałowym pojedynku pokonując obrońców tytułu, brąz zdobyli zaś Francuzi po zwycięstwie nad gospodarzami.
Po zakończonym turnieju IHF opublikowała statystyki indywidualne i drużynowe.
Nad przebiegiem zawodów czuwało szesnaście par arbitrów. Reprezentacje w pierwszej fazie rywalizowały w ramach czterech sześciozespołowych grup systemem kołowym. Zwycięzca meczu zyskiwał dwa punkty, za remis przysługiwał jeden punkt, porażka nie była punktowana, a cztery czołowe zespoły z każdej grupy awansowały do fazy pucharowej. Przy ustalaniu rankingu po fazie grupowej w przypadku tej samej liczby punktów lokaty zespołów były ustalane kolejno na podstawie:
- wyników meczów pomiędzy zainteresowanymi drużynami;
- lepszego bilansu bramek w meczach pomiędzy zainteresowanymi drużynami;
- większej liczby zdobytych bramek w meczach pomiędzy zainteresowanymi drużynami;
- lepszego bilansu bramek zdobytych i straconych;
- większej liczby zdobytych bramek;
- losowania.

## Eliminacje
Dwa zespoły miały zapewniony automatyczny awans, o dwadzieścia dwa miejsca w turnieju finałowym toczyły się natomiast kontynentalne eliminacje. Wolne miejsca zostały podzielone według następującego klucza geograficznego: Europie przydzielono dwanaście miejsc, Ameryce (Południowej wspólnie z Północną), Azji i Afryce przyznano po trzy miejsca, a jedno Oceanii.

## Faza wstępna

### Grupa A
| 23 stycznia 200517:00 | Tunezja | 39:23(20:10) | Angola | Salle omnisports de Radès, Radis Sędzia: Vakula, Ljudovik |
| 23 stycznia 200517:00 |         | 39:23(20:10) |        | Salle omnisports de Radès, Radis Sędzia: Vakula, Ljudovik |

| 23 stycznia 200519:00 | Francja | 44:16(24:5) | Kanada | Salle omnisports de Radès, Radis Sędzia: Adjemian, Götz |
| 23 stycznia 200519:00 |         | 44:16(24:5) |        | Salle omnisports de Radès, Radis Sędzia: Adjemian, Götz |

| 23 stycznia 200521:00 | Dania | 27:23(14:15) | Grecja | Salle omnisports de Radès, Radis Sędzia: Baum, Góralczyk |
| 23 stycznia 200521:00 |       | 27:23(14:15) |        | Salle omnisports de Radès, Radis Sędzia: Baum, Góralczyk |

| 25 stycznia 200516:15 | Grecja | 20:19(9:11) | Francja | Salle omnisports de Radès, Radis Sędzia: Aly Hassan, Selim |
| 25 stycznia 200516:15 |        | 20:19(9:11) |         | Salle omnisports de Radès, Radis Sędzia: Aly Hassan, Selim |

| 25 stycznia 200518:15 | Kanada | 20:42(8:19) | Tunezja | Salle omnisports de Radès, Radis Sędzia: Baum, Góralczyk |
| 25 stycznia 200518:15 |        | 20:42(8:19) |         | Salle omnisports de Radès, Radis Sędzia: Baum, Góralczyk |

| 25 stycznia 200520:15 | Angola | 19:47(9:23) | Dania | Salle omnisports de Radès, Radis Sędzia: Herczeg, Südi |
| 25 stycznia 200520:15 |        | 19:47(9:23) |       | Salle omnisports de Radès, Radis Sędzia: Herczeg, Südi |

| 26 stycznia 200516:15 | Grecja | 26:21(15:9) | Angola | Salle omnisports de Radès, Radis Sędzia: Herczeg, Südi |
| 26 stycznia 200516:15 |        | 26:21(15:9) |        | Salle omnisports de Radès, Radis Sędzia: Herczeg, Südi |

| 26 stycznia 200518:15 | Francja | 26:26(15:11) | Tunezja | Salle omnisports de Radès, Radis Sędzia: Hansson, Olsson |
| 26 stycznia 200518:15 |         | 26:26(15:11) |         | Salle omnisports de Radès, Radis Sędzia: Hansson, Olsson |

| 26 stycznia 200520:15 | Dania | 52:18(25:7) | Kanada | Salle omnisports de Radès, Radis Sędzia: Lemme, Ullrich |
| 26 stycznia 200520:15 |       | 52:18(25:7) |        | Salle omnisports de Radès, Radis Sędzia: Lemme, Ullrich |

| 28 stycznia 200516:15 | Kanada | 23:36(11:16) | Grecja | Salle omnisports de Radès, Radis Sędzia: Aly Hassan, Selim |
| 28 stycznia 200516:15 |        | 23:36(11:16) |        | Salle omnisports de Radès, Radis Sędzia: Aly Hassan, Selim |

| 28 stycznia 200518:15 | Tunezja | 25:22(10:10) | Dania | Salle omnisports de Radès, Radis Sędzia: Vakula, Ljudovik |
| 28 stycznia 200518:15 |         | 25:22(10:10) |       | Salle omnisports de Radès, Radis Sędzia: Vakula, Ljudovik |

| 28 stycznia 200520:15 | Francja | 40:18(19:9) | Angola | Salle omnisports de Radès, Radis Sędzia: Imbronjev, Grković |
| 28 stycznia 200520:15 |         | 40:18(19:9) |        | Salle omnisports de Radès, Radis Sędzia: Imbronjev, Grković |

| 29 stycznia 200516:15 | Angola | 27:26(16:11) | Kanada | Salle omnisports de Radès, Radis Sędzia: Adjemian, Götz |
| 29 stycznia 200516:15 |        | 27:26(16:11) |        | Salle omnisports de Radès, Radis Sędzia: Adjemian, Götz |

| 29 stycznia 200518:15 | Tunezja | 27:27(17:13) | Grecja | Salle omnisports de Radès, Radis Sędzia: Imbronjev, Grković |
| 29 stycznia 200518:15 |         | 27:27(17:13) |        | Salle omnisports de Radès, Radis Sędzia: Imbronjev, Grković |

| 29 stycznia 200520:15 | Dania | 26:32(13:14) | Francja | Salle omnisports de Radès, Radis Sędzia: Lemme, Ullrich |
| 29 stycznia 200520:15 |       | 26:32(13:14) |         | Salle omnisports de Radès, Radis Sędzia: Lemme, Ullrich |

### Grupa B
| 23 stycznia 200517:00 | Czechy | 34:34(20:14) | Islandia | Palais des sports d'El Menzah, Tunis Sędzia: Lemme, Ullrich |
| 23 stycznia 200517:00 |        | 34:34(20:14) |          | Palais des sports d'El Menzah, Tunis Sędzia: Lemme, Ullrich |

| 23 stycznia 200519:00 | Rosja | 28:22(16:12) | Algieria | Palais des sports d'El Menzah, Tunis Sędzia: Herczeg, Südi |
| 23 stycznia 200519:00 |       | 28:22(16:12) |          | Palais des sports d'El Menzah, Tunis Sędzia: Herczeg, Südi |

| 23 stycznia 200521:00 | Słowenia | 34:17(15:11) | Kuwejt | Palais des sports d'El Menzah, Tunis Sędzia: Aly Hassan, Selim |
| 23 stycznia 200521:00 |          | 34:17(15:11) |        | Palais des sports d'El Menzah, Tunis Sędzia: Aly Hassan, Selim |

| 25 stycznia 200516:15 | Kuwejt | 11:38(4:23) | Rosja | Palais des sports d'El Menzah, Tunis Sędzia: Imbronjev, Grković |
| 25 stycznia 200516:15 |        | 11:38(4:23) |       | Palais des sports d'El Menzah, Tunis Sędzia: Imbronjev, Grković |

| 25 stycznia 200518:15 | Algieria | 29:29(11:15) | Czechy | Palais des sports d'El Menzah, Tunis Sędzia: Hansson, Olsson |
| 25 stycznia 200518:15 |          | 29:29(11:15) |        | Palais des sports d'El Menzah, Tunis Sędzia: Hansson, Olsson |

| 25 stycznia 200520:15 | Islandia | 33:34(16:14) | Słowenia | Palais des sports d'El Menzah, Tunis Sędzia: Adjemian, Götz |
| 25 stycznia 200520:15 |          | 33:34(16:14) |          | Palais des sports d'El Menzah, Tunis Sędzia: Adjemian, Götz |

| 26 stycznia 200516:15 | Słowenia | 33:28(19:14) | Algieria | Palais des sports d'El Menzah, Tunis Sędzia: Vakula, Ljudovik |
| 26 stycznia 200516:15 |          | 33:28(19:14) |          | Palais des sports d'El Menzah, Tunis Sędzia: Vakula, Ljudovik |

| 26 stycznia 200518:15 | Rosja | 25:21(12:12) | Czechy | Palais des sports d'El Menzah, Tunis Sędzia: Imbronjev, Grković |
| 26 stycznia 200518:15 |       | 25:21(12:12) |        | Palais des sports d'El Menzah, Tunis Sędzia: Imbronjev, Grković |

| 26 stycznia 200520:15 | Kuwejt | 22:31(12:17) | Islandia | Palais des sports d'El Menzah, Tunis Sędzia: Baum, Góralczyk |
| 26 stycznia 200520:15 |        | 22:31(12:17) |          | Palais des sports d'El Menzah, Tunis Sędzia: Baum, Góralczyk |

| 28 stycznia 200516:15 | Rosja | 29:22(12:12) | Islandia | Palais des sports d'El Menzah, Tunis Sędzia: Lemme, Ullrich |
| 28 stycznia 200516:15 |       | 29:22(12:12) |          | Palais des sports d'El Menzah, Tunis Sędzia: Lemme, Ullrich |

| 28 stycznia 200518:15 | Czechy | 28:26(17:14) | Słowenia | Palais des sports d'El Menzah, Tunis Sędzia: Baum, Góralczyk |
| 28 stycznia 200518:15 |        | 28:26(17:14) |          | Palais des sports d'El Menzah, Tunis Sędzia: Baum, Góralczyk |

| 28 stycznia 200520:15 | Algieria | 34:29(20:14) | Kuwejt | Palais des sports d'El Menzah, Tunis Sędzia: Hansson, Olsson |
| 28 stycznia 200520:15 |          | 34:29(20:14) |        | Palais des sports d'El Menzah, Tunis Sędzia: Hansson, Olsson |

| 29 stycznia 200516:15 | Islandia | 34:25(19:11) | Algieria | Palais des sports d'El Menzah, Tunis Sędzia: Vakula, Ljudovik |
| 29 stycznia 200516:15 |          | 34:25(19:11) |          | Palais des sports d'El Menzah, Tunis Sędzia: Vakula, Ljudovik |

| 29 stycznia 200518:15 | Czechy | 33:22(16:9) | Kuwejt | Palais des sports d'El Menzah, Tunis Sędzia: Herczeg, Südi |
| 29 stycznia 200518:15 |        | 33:22(16:9) |        | Palais des sports d'El Menzah, Tunis Sędzia: Herczeg, Südi |

| 29 stycznia 200520:15 | Słowenia | 27:31(18:16) | Rosja | Palais des sports d'El Menzah, Tunis Sędzia: Hansson, Olsson |
| 29 stycznia 200520:15 |          | 27:31(18:16) |       | Palais des sports d'El Menzah, Tunis Sędzia: Hansson, Olsson |

### Grupa C
| 23 stycznia 200517:00 | Chorwacja | 36:23(15:13) | Argentyna | Salle Raed Bejaoui, Safakis Sędzia: Bashmak, Frolov |
| 23 stycznia 200517:00 |           | 36:23(15:13) |           | Salle Raed Bejaoui, Safakis Sędzia: Bashmak, Frolov |

| 23 stycznia 200519:00 | Hiszpania | 41:22(21:14) | Japonia | Salle Raed Bejaoui, Safakis Sędzia: Bord, Buy |
| 23 stycznia 200519:00 |           | 41:22(21:14) |         | Salle Raed Bejaoui, Safakis Sędzia: Bord, Buy |

| 23 stycznia 200521:00 | Szwecja | 49:16(22:5) | Australia | Salle Raed Bejaoui, Safakis Sędzia: Al-Musaiger, Abul Rethaie |
| 23 stycznia 200521:00 |         | 49:16(22:5) |           | Salle Raed Bejaoui, Safakis Sędzia: Al-Musaiger, Abul Rethaie |

| 24 stycznia 200516:15 | Australia | 19:51(4:23) | Hiszpania | Salle Raed Bejaoui, Safakis Sędzia: Lauren, Nielsen |
| 24 stycznia 200516:15 |           | 19:51(4:23) |           | Salle Raed Bejaoui, Safakis Sędzia: Lauren, Nielsen |

| 24 stycznia 200518:15 | Japonia | 25:34(14:15) | Chorwacja | Salle Raed Bejaoui, Safakis Sędzia: Al-Musaiger, Abul Rethaie |
| 24 stycznia 200518:15 |         | 25:34(14:15) |           | Salle Raed Bejaoui, Safakis Sędzia: Al-Musaiger, Abul Rethaie |

| 24 stycznia 200520:15 | Argentyna | 23:30(9:12) | Szwecja | Salle Raed Bejaoui, Safakis Sędzia: Bord, Buy |
| 24 stycznia 200520:15 |           | 23:30(9:12) |         | Salle Raed Bejaoui, Safakis Sędzia: Bord, Buy |

| 26 stycznia 200516:15 | Chorwacja | 38:18(24:7) | Australia | Salle Raed Bejaoui, Safakis Sędzia: Ammar, Fredj |
| 26 stycznia 200516:15 |           | 38:18(24:7) |           | Salle Raed Bejaoui, Safakis Sędzia: Ammar, Fredj |

| 26 stycznia 200518:15 | Argentyna | 25:27(13:11) | Japonia | Salle Raed Bejaoui, Safakis Sędzia: Lauren, Nielsen |
| 26 stycznia 200518:15 |           | 25:27(13:11) |         | Salle Raed Bejaoui, Safakis Sędzia: Lauren, Nielsen |

| 26 stycznia 200520:15 | Szwecja | 26:33(17:14) | Hiszpania | Salle Raed Bejaoui, Safakis Sędzia: Bord, Buy |
| 26 stycznia 200520:15 |         | 26:33(17:14) |           | Salle Raed Bejaoui, Safakis Sędzia: Bord, Buy |

| 27 stycznia 200516:15 | Szwecja | 32:18(13:7) | Japonia | Salle Raed Bejaoui, Safakis Sędzia: Ammar, Fredj |
| 27 stycznia 200516:15 |         | 32:18(13:7) |         | Salle Raed Bejaoui, Safakis Sędzia: Ammar, Fredj |

| 27 stycznia 200518:15 | Hiszpania | 31:33(15:15) | Chorwacja | Salle Raed Bejaoui, Safakis Sędzia: Lauren, Nielsen |
| 27 stycznia 200518:15 |           | 31:33(15:15) |           | Salle Raed Bejaoui, Safakis Sędzia: Lauren, Nielsen |

| 27 stycznia 200520:15 | Australia | 13:34(8:18) | Argentyna | Salle Raed Bejaoui, Safakis Sędzia: Al-Musaiger, Abul Rethaie |
| 27 stycznia 200520:15 |           | 13:34(8:18) |           | Salle Raed Bejaoui, Safakis Sędzia: Al-Musaiger, Abul Rethaie |

| 29 stycznia 200516:15 | Japonia | 29:19(16:10) | Australia | Salle Raed Bejaoui, Safakis Sędzia: Al-Musaiger, Abul Rethaie |
| 29 stycznia 200516:15 |         | 29:19(16:10) |           | Salle Raed Bejaoui, Safakis Sędzia: Al-Musaiger, Abul Rethaie |

| 29 stycznia 200518:15 | Hiszpania | 35:28(15:14) | Argentyna | Salle Raed Bejaoui, Safakis Sędzia: Repenšek, Požežnik |
| 29 stycznia 200518:15 |           | 35:28(15:14) |           | Salle Raed Bejaoui, Safakis Sędzia: Repenšek, Požežnik |

| 29 stycznia 200520:15 | Chorwacja | 28:27(14:15) | Szwecja | Salle Raed Bejaoui, Safakis Sędzia: Dolejš, Kohout |
| 29 stycznia 200520:15 |           | 28:27(14:15) |         | Salle Raed Bejaoui, Safakis Sędzia: Dolejš, Kohout |

### Grupa D
| 23 stycznia 200517:00 | Niemcy | 28:25(15:13) | Egipt | Salle Olympique de Sousse, Susa Sędzia: Arnaldsson, Viðarsson |
| 23 stycznia 200517:00 |        | 28:25(15:13) |       | Salle Olympique de Sousse, Susa Sędzia: Arnaldsson, Viðarsson |

| 23 stycznia 200519:00 | Serbia i Czarnogóra | 34:26(20:10) | Katar | Salle Olympique de Sousse, Susa Sędzia: Ayed, Chebil |
| 23 stycznia 200519:00 |                     | 34:26(20:10) |       | Salle Olympique de Sousse, Susa Sędzia: Ayed, Chebil |

| 23 stycznia 200521:00 | Norwegia | 34:12(16:5) | Brazylia | Salle Olympique de Sousse, Susa Sędzia: Dolejš, Kohout |
| 23 stycznia 200521:00 |          | 34:12(16:5) |          | Salle Olympique de Sousse, Susa Sędzia: Dolejš, Kohout |

| 24 stycznia 200516:15 | Egipt | 24:22(13:13) | Serbia i Czarnogóra | Salle Olympique de Sousse, Susa Sędzia: Dolejš, Kohout |
| 24 stycznia 200516:15 |       | 24:22(13:13) |                     | Salle Olympique de Sousse, Susa Sędzia: Dolejš, Kohout |

| 24 stycznia 200518:15 | Brazylia | 23:30(11:17) | Niemcy | Salle Olympique de Sousse, Susa Sędzia: Repenšek, Požežnik |
| 24 stycznia 200518:15 |          | 23:30(11:17) |        | Salle Olympique de Sousse, Susa Sędzia: Repenšek, Požežnik |

| 24 stycznia 200520:15 | Katar | 22:33(12:17) | Norwegia | Salle Olympique de Sousse, Susa Sędzia: Arnaldsson, Viðarsson |
| 24 stycznia 200520:15 |       | 22:33(12:17) |          | Salle Olympique de Sousse, Susa Sędzia: Arnaldsson, Viðarsson |

| 26 stycznia 200516:15 | Niemcy | 40:15(20:4) | Katar | Salle Olympique de Sousse, Susa Sędzia: Ayed, Chebil |
| 26 stycznia 200516:15 |        | 40:15(20:4) |       | Salle Olympique de Sousse, Susa Sędzia: Ayed, Chebil |

| 26 stycznia 200518:15 | Egipt | 24:20(11:12) | Brazylia | Salle Olympique de Sousse, Susa Sędzia: Repenšek, Požežnik |
| 26 stycznia 200518:15 |       | 24:20(11:12) |          | Salle Olympique de Sousse, Susa Sędzia: Repenšek, Požežnik |

| 26 stycznia 200520:15 | Serbia i Czarnogóra | 25:24(10:13) | Norwegia | Salle Olympique de Sousse, Susa Sędzia: Dolejš, Kohout |
| 26 stycznia 200520:15 |                     | 25:24(10:13) |          | Salle Olympique de Sousse, Susa Sędzia: Dolejš, Kohout |

| 27 stycznia 200516:15 | Katar | 29:31(10:17) | Egipt | Salle Olympique de Sousse, Susa Sędzia: Arnaldsson, Viðarsson |
| 27 stycznia 200516:15 |       | 29:31(10:17) |       | Salle Olympique de Sousse, Susa Sędzia: Arnaldsson, Viðarsson |

| 27 stycznia 200518:15 | Serbia i Czarnogóra | 33:19(15:13) | Brazylia | Salle Olympique de Sousse, Susa Sędzia: Ayed, Chebil |
| 27 stycznia 200518:15 |                     | 33:19(15:13) |          | Salle Olympique de Sousse, Susa Sędzia: Ayed, Chebil |

| 27 stycznia 200520:15 | Norwegia | 27:27(12:15) | Niemcy | Salle Olympique de Sousse, Susa Sędzia: Repenšek, Požežnik |
| 27 stycznia 200520:15 |          | 27:27(12:15) |        | Salle Olympique de Sousse, Susa Sędzia: Repenšek, Požežnik |

| 29 stycznia 200514:00 | Niemcy | 24:25(13:10) | Serbia i Czarnogóra | Salle Olympique de Sousse, Susa Sędzia: Arnaldsson, Viðarsson |
| 29 stycznia 200514:00 |        | 24:25(13:10) |                     | Salle Olympique de Sousse, Susa Sędzia: Arnaldsson, Viðarsson |

| 29 stycznia 200518:15 | Brazylia | 30:25(14:13) | Katar | Salle Olympique de Sousse, Susa Sędzia: Ammar, Fredj |
| 29 stycznia 200518:15 |          | 30:25(14:13) |       | Salle Olympique de Sousse, Susa Sędzia: Ammar, Fredj |

| 29 stycznia 200520:15 | Norwegia | 24:19(13:9) | Egipt | Salle Olympique de Sousse, Susa Sędzia: Bord, Buy |
| 29 stycznia 200520:15 |          | 24:19(13:9) |       | Salle Olympique de Sousse, Susa Sędzia: Bord, Buy |

## Faza zasadnicza

### Grupa I
| 31 stycznia 200516:15 | Grecja | 29:37(13:17) | Słowenia | Salle omnisports de Radès, Radis Sędzia: Vakula, Ljudovik |
| 31 stycznia 200516:15 |        | 29:37(13:17) |          | Salle omnisports de Radès, Radis Sędzia: Vakula, Ljudovik |

| 31 stycznia 200518:15 | Tunezja | 36:25(20:13) | Czechy | Salle omnisports de Radès, Radis Sędzia: Arnaldsson, Viðarsson |
| 31 stycznia 200518:15 |         | 36:25(20:13) |        | Salle omnisports de Radès, Radis Sędzia: Arnaldsson, Viðarsson |

| 31 stycznia 200520:15 | Francja | 25:22(12:8) | Rosja | Salle omnisports de Radès, Radis Sędzia: Lauren, Nielsen |
| 31 stycznia 200520:15 |         | 25:22(12:8) |       | Salle omnisports de Radès, Radis Sędzia: Lauren, Nielsen |

| 1 lutego 200516:15 | Czechy | 26:31(9:16) | Francja | Salle omnisports de Radès, Radis Sędzia: Imbronjev, Grković |
| 1 lutego 200516:15 |        | 26:31(9:16) |         | Salle omnisports de Radès, Radis Sędzia: Imbronjev, Grković |

| 1 lutego 200518:15 | Słowenia | 26:26(9:11) | Tunezja | Salle omnisports de Radès, Radis Sędzia: Lemme, Ullrich |
| 1 lutego 200518:15 |          | 26:26(9:11) |         | Salle omnisports de Radès, Radis Sędzia: Lemme, Ullrich |

| 1 lutego 200520:15 | Rosja | 24:29(14:13) | Grecja | Salle omnisports de Radès, Radis Sędzia: Hansson, Olsson |
| 1 lutego 200520:15 |       | 24:29(14:13) |        | Salle omnisports de Radès, Radis Sędzia: Hansson, Olsson |

| 3 lutego 200516:15 | Grecja | 29:31(16:16) | Czechy | Salle omnisports de Radès, Radis Sędzia: Lemme, Ullrich |
| 3 lutego 200516:15 |        | 29:31(16:16) |        | Salle omnisports de Radès, Radis Sędzia: Lemme, Ullrich |

| 3 lutego 200518:15 | Tunezja | 35:24(19:11) | Rosja | Salle omnisports de Radès, Radis Sędzia: Imbronjev, Grković |
| 3 lutego 200518:15 |         | 35:24(19:11) |       | Salle omnisports de Radès, Radis Sędzia: Imbronjev, Grković |

| 3 lutego 200520:15 | Francja | 26:26(12:10) | Słowenia | Salle omnisports de Radès, Radis Sędzia: Hansson, Olsson |
| 3 lutego 200520:15 |         | 26:26(12:10) |          | Salle omnisports de Radès, Radis Sędzia: Hansson, Olsson |

### Grupa II
| 31 stycznia 200516:15 | Hiszpania | 32:28(15:12) | Niemcy | Salle couverte Bir Chellouf, Nabul Sędzia: Dolejš, Kohout |
| 31 stycznia 200516:15 |           | 32:28(15:12) |        | Salle couverte Bir Chellouf, Nabul Sędzia: Dolejš, Kohout |

| 31 stycznia 200518:15 | Szwecja | 26:26(15:12) | Serbia i Czarnogóra | Salle couverte Bir Chellouf, Nabul Sędzia: Baum, Góralczyk |
| 31 stycznia 200518:15 |         | 26:26(15:12) |                     | Salle couverte Bir Chellouf, Nabul Sędzia: Baum, Góralczyk |

| 31 stycznia 200520:15 | Chorwacja | 25:28(11:12) | Norwegia | Salle couverte Bir Chellouf, Nabul Sędzia: Bord, Buy |
| 31 stycznia 200520:15 |           | 25:28(11:12) |          | Salle couverte Bir Chellouf, Nabul Sędzia: Bord, Buy |

| 1 lutego 200516:15 | Niemcy | 26:29(11:15) | Chorwacja | Salle couverte Bir Chellouf, Nabul Sędzia: Baum, Góralczyk |
| 1 lutego 200516:15 |        | 26:29(11:15) |           | Salle couverte Bir Chellouf, Nabul Sędzia: Baum, Góralczyk |

| 1 lutego 200518:15 | Serbia i Czarnogóra | 28:28(16:19) | Hiszpania | Salle couverte Bir Chellouf, Nabul Sędzia: Vakula, Ljudovik |
| 1 lutego 200518:15 |                     | 28:28(16:19) |           | Salle couverte Bir Chellouf, Nabul Sędzia: Vakula, Ljudovik |

| 1 lutego 200520:15 | Norwegia | 34:31(14:15) | Szwecja | Salle couverte Bir Chellouf, Nabul Sędzia: Lauren, Nielsen |
| 1 lutego 200520:15 |          | 34:31(14:15) |         | Salle couverte Bir Chellouf, Nabul Sędzia: Lauren, Nielsen |

| 3 lutego 200516:15 | Szwecja | 22:27(13:14) | Niemcy | Salle couverte Bir Chellouf, Nabul Sędzia: Dolejš, Kohout |
| 3 lutego 200516:15 |         | 22:27(13:14) |        | Salle couverte Bir Chellouf, Nabul Sędzia: Dolejš, Kohout |

| 3 lutego 200518:15 | Chorwacja | 24:23(10:11) | Serbia i Czarnogóra | Salle couverte Bir Chellouf, Nabul Sędzia: Lauren, Nielsen |
| 3 lutego 200518:15 |           | 24:23(10:11) |                     | Salle couverte Bir Chellouf, Nabul Sędzia: Lauren, Nielsen |

| 3 lutego 200520:15 | Hiszpania | 31:24(15:12) | Norwegia | Salle couverte Bir Chellouf, Nabul Sędzia: Arnaldsson, Viðarsson |
| 3 lutego 200520:15 |           | 31:24(15:12) |          | Salle couverte Bir Chellouf, Nabul Sędzia: Arnaldsson, Viðarsson |

## Faza pucharowa
Mecz o 11. miejsce
| 5 lutego 200511:00 | Słowenia | 29:32(14:17) | Szwecja | Salle couverte Bir Chellouf, Nabul Sędzia: Dolejš, Kohout |
| 5 lutego 200511:00 |          | 29:32(14:17) |         | Salle couverte Bir Chellouf, Nabul Sędzia: Dolejš, Kohout |

Mecz o 9. miejsce
| 5 lutego 200513:00 | Czechy | 34:39(15:16) | Niemcy | Salle couverte Bir Chellouf, Nabul Sędzia: Baum, Góralczyk |
| 5 lutego 200513:00 |        | 34:39(15:16) |        | Salle couverte Bir Chellouf, Nabul Sędzia: Baum, Góralczyk |

Mecz o 7. miejsce
| 5 lutego 200510:00 | Rosja | 27:30(15:14) | Norwegia | Salle omnisports de Radès, Radis Sędzia: Adjemian, Götz |
| 5 lutego 200510:00 |       | 27:30(15:14) |          | Salle omnisports de Radès, Radis Sędzia: Adjemian, Götz |

Mecz o 5. miejsce
| 5 lutego 200512:30 | Grecja | 26:37(12:15) | Serbia i Czarnogóra | Salle omnisports de Radès, Radis Sędzia: Arnaldsson, Viðarsson |
| 5 lutego 200512:30 |        | 26:37(12:15) |                     | Salle omnisports de Radès, Radis Sędzia: Arnaldsson, Viðarsson |

Mecze o 1. miejsce
|  |                      |           |           |                      |    |           |           |       |
|  | Półfinały            | Półfinały | Półfinały |                      |    | Finał     | Finał     | Finał |
|  | Półfinały            | Półfinały | Półfinały |                      |    | Finał     | Finał     | Finał |
|  | 05 lutego 2005 15:00 |           |           |                      |    |           |           |       |
|  |                      |           |           |                      |    |           |           |       |
|  | Hiszpania            | Hiszpania | 33        |                      |    |           |           |       |
|  | Hiszpania            | Hiszpania | 33        | 06 lutego 2005 17:30 |    |           |           |       |
|  | Tunezja              | Tunezja   | 30        |                      |    |           |           |       |
|  | Tunezja              | Tunezja   | 30        |                      |    | Hiszpania | Hiszpania | 40    |
|  | 05 lutego 2005 17:30 |           |           |                      |    | Hiszpania | Hiszpania | 40    |
|  |                      |           | Chorwacja | Chorwacja            | 34 |           |           |       |
|  | Chorwacja            | Chorwacja | Chorwacja | Chorwacja            | 34 | 35        |           |       |
|  | Chorwacja            | Chorwacja |           |                      |    |           |           |       |
|  | Francja              | Francja   | 32        |                      |    |           |           |       |
|  | Francja              | Francja   | 32        | Mecz o 3. miejsce    |    |           |           |       |
|  |                      |           |           |                      |    |           |           |       |
|  | 06 lutego 2005 15:00 |           |           |                      |    |           |           |       |
|  |                      |           |           |                      |    |           |           |       |
|  | Francja              | Francja   | 26        |                      |    |           |           |       |
|  | Francja              | Francja   | 26        |                      |    |           |           |       |
|  | Tunezja              | Tunezja   | 25        |                      |    |           |           |       |
|  | Tunezja              | Tunezja   | 25        |                      |    |           |           |       |

| 5 lutego 200515:00 | Tunezja | 30:33(16:18) | Hiszpania | Salle omnisports de Radès, Radis Widzów: 14 000 Sędzia: Hansson, Olsson |
| 5 lutego 200515:00 |         | 30:33(16:18) |           | Salle omnisports de Radès, Radis Widzów: 14 000 Sędzia: Hansson, Olsson |

| 5 lutego 200517:30 | Chorwacja | 35:32(15:14) | Francja | Salle omnisports de Radès, Radis Widzów: 10 000 Sędzia: Vakula, Ljudovik |
| 5 lutego 200517:30 |           | 35:32(15:14) |         | Salle omnisports de Radès, Radis Widzów: 10 000 Sędzia: Vakula, Ljudovik |

| 6 lutego 200515:00 | Francja | 26:25(10:14) | Tunezja | Salle omnisports de Radès, Radis Widzów: 13 500 Sędzia: Lauren, Nielsen |
| 6 lutego 200515:00 |         | 26:25(10:14) |         | Salle omnisports de Radès, Radis Widzów: 13 500 Sędzia: Lauren, Nielsen |

| 6 lutego 200517:30 | Hiszpania | 40:34(21:13) | Chorwacja | Salle omnisports de Radès, Radis Widzów: 14 000 Sędzia: Lemme, Ullrich |
| 6 lutego 200517:30 |           | 40:34(21:13) |           | Salle omnisports de Radès, Radis Widzów: 14 000 Sędzia: Lemme, Ullrich |

## Klasyfikacja końcowa
| Miejsce | Reprezentacja       | Składy |
| ------- | ------------------- | ------ |
| złoto   | Hiszpania           |        |
| srebro  | Chorwacja           |        |
| brąz    | Francja             |        |
| 4       | Tunezja             |        |
| 5       | Serbia i Czarnogóra |        |
| 6       | Grecja              |        |
| 7       | Norwegia            |        |
| 8       | Rosja               |        |
| 9       | Niemcy              |        |
| 10      | Czechy              |        |
| 11      | Szwecja             |        |
| 12      | Słowenia            |        |
| 13      | Dania               |        |
| 14      | Egipt               |        |
| 15      | Islandia            |        |
| 16      | Japonia             |        |
| 17      | Algieria            |        |
| 18      | Argentyna           |        |
| 19      | Brazylia            |        |
| 20      | Angola              |        |
| 21      | Katar               |        |
| 22      | Kuwejt              |        |
| 23      | Kanada              |        |
| 24      | Australia           |        |

## Medaliści
| 1. miejsce | 2. miejsce | 3. miejsce |
| --- | --- | --- |
| HiszpaniaDavid Barrufet David Davis Alberto Entrerríos Raúl Entrerríos Rubén Garabaya Juanín García Mateo Garralda Fernando Hernández José Javier Hombrados Demetrio Lozano Mariano Ortega Juan Pérez Albert Rocas Chema Rodríguez Iker Romero Rolando UríosJuan Carlos Pastor | ChorwacjaIvano Balić Nikola Blažičko Denis Buntić Davor Dominiković Mirza Džomba Slavko Goluža Nikša Kaleb Blaženko Lacković Venio Losert Petar Metličić Vlado Šola Denis Špoljarić Goran Šprem Tonči Valčić Igor Vori Vedran ZrnićLino Červar | FrancjaJoël Abati Grégory Anquetil Cédric Burdet Didier Dinart Jérôme Fernandez Guillaume Gille Olivier Girault Michaël Guigou Franck Junillon Nikola Karabatić Daouda Karaboué Christophe Kempé Guéric Kervadec Daniel Narcisse Thierry Omeyer Jackson RichardsonClaude Onesta |

## Nagrody indywidualne
Nagrody indywidualne zdobyli:
| MVP         | Najlepszy strzelec | Najlepszy bramkarz | Najlepszy lewoskrzydłowy | Najlepszy prawoskrzydłowy | Najlepszy lewy rozgrywający | Najlepszy środkowy rozgrywający | Najlepszy prawy rozgrywający | Najlepszy obrotowy |
| ----------- | ------------------ | ------------------ | ------------------------ | ------------------------- | --------------------------- | ------------------------------- | ---------------------------- | ------------------ |
| Ivano Balić | Wissem Hmam        | Arpad Šterbik      | Eduard Kokszarow         | Mirza Džomba              | Wissem Hmam                 | Ivano Balić                     | Mateo Garralda               | David Juříček      |

## Najlepsi strzelcy
W nawiasach gole z rzutów karnych.
1.  Wissem Hmam - 81 (16)
2.  Eduard Kokszarow - 80 (31)
3.  Mirza Džomba - 62 (29)
4.  Jan Filip - 58 (5)
4.  Siarhiej Rutenka - 58 (8)
6.  Juanín García Lorenzana - 55 (16)
7.  David Juříček - 51 (2)
8.  Kristian Kjelling - 50 (17)
9.  Michaël Guigou - 48 (13)
10.  Florian Kehrmann - 47